# لورا لیندمان
لورا لیندِمان (آلمانی: Laura Lindemann؛ زادهٔ ۲۶ ژوئن ۱۹۹۶) ورزشکار سه‌گانهٔ اهل آلمان است که در مسابقات کشوری و بین‌المللی در مجموع برندهٔ ۱ مدال طلا و ۲ مدال نقره شده است.
او در رقابت انفرادی زنان در بازی‌های المپیک تابستانی ۲۰۱۶ شرکت کرد و در جایگاه ۲۸ قرار گرفت و همچنین در رقابت انفرادی زنان در بازی‌های المپیک تابستانی ۲۰۲۰ به مقام هشتم رسید. او همچنین در رقابت امدادی مختلط در بازی‌های المپیک ۲۰۲۰ نیز شرکت کرد. لیندمان در بازی‌های المپیک تابستانی ۲۰۲۴ رقابت کرد و در بخش تیمی توانست به همراه تیم هلویگ، لیزا ترچ، و لاسه لورس مدال طلا را کسب کند.